# Michael Zullo
Michael Anthony Zullo (* 9. listopadu 1988, Brisbane, Austrálie) je australský fotbalový obránce a reprezentant s italskými kořeny, který v současné době působí v klubu FC Utrecht.

## Klubová kariéra
V Austrálii hrál na nejprve za Brisbane City, potom za Brisbane Strikers a Brisbane Roar.
V dubnu 2010 podepsal společně s krajany Tommy Oarem a Adamem Sarotou kontrakt v nizozemském klubu FC Utrecht.

## Reprezentační kariéra
V A-mužstvu Austrálie přezdívaném Socceroos debutoval v roce 2009.